# Aratispi
El yacimiento arqueológico de Aratispi se localiza en la zona meridional del puerto de Las Pedrizas, situado estratégicamente en una encrucijada de vías naturales, en el cerro de Cauche el Viejo, en el término municipal de Antequera (Provincia de Málaga, España). 

## Descripción
Las sucesivas campañas arqueológicas de investigación han puesto de manifiesto la existencia de diversos niveles de ocupación correspondientes a la Edad del Cobre, del bronce, íbero-púnica y romana, pudiéndose constatar únicamente la perduración del hábitat ibérico durante la época romana. 
Estratigráficamente se pueden distinguir los siguientes niveles: 
Un nivel de asentamiento correspondiente a la Edad del Cobre. 
Un nivel correspondiente al Bronce Final. 
Un nivel con estructuras y material cerámico de la época íbero-púnica, cuya amplitud cronológica abarcaría desde el siglo VI al siglo III a. C. Durante este período se levantaría la muralla con bastiones rectangulares, y a él se adscribe el horno cerámico descubierto, cuyo interés radica en ser uno de los escasos hornos cerámicos prerromanos constatados en esta región. 
Un nivel con materiales cerámicos y estructuras murales de época romana. La presencia de la romanización se constata con actos fundacionales en el siglo I a. C.; durante la centuria siguiente se construyen edificios de entidad, siendo a finales del siglo I cuando se construye el molino de aceite localizado.